# Asbjørn Ruud
Asbjørn Ruud (* 6. Oktober 1919 in Kongsberg; † 26. März 1989 in Oslo) war ein norwegischer Skispringer.
Er war Sohn von Sigurd Theodor Ruud und Mathilde Throndsen und wie andere seiner Brüder Skispringer, wovon Birger und Sigmund die bekanntesten waren. Ruud war mit der Schwimmerin Berit Haugen verheiratet. Er wurde bei der Nordischen Skiweltmeisterschaft 1938 in Lahti Weltmeister im Springen von der Großschanze und war mit 18 Jahren und 144 Tagen über Jahre hinweg auch der jüngste Titelträger. 1946 und 1948 wurde Ruud Norwegischer Meister. Bei den Olympischen Spielen 1948 in St. Moritz belegte er den siebten Platz von der Großschanze. Im selben Jahr wurde ihm die Holmenkollen-Medaille verliehen, die höchste Auszeichnung im norwegischen Skisport.